# Liste de divinités égyptiennes par famille
Pour un article plus général, voir Divinités égyptiennes.
Les dieux et déesses égyptiens par famille.

## La grandeennéaded'Héliopolis
```
                     
Noun

                       │
              
Atoum
 (ou 
Rê
)
           ┌───────────┴───────┐
           │                   │
         
Shou
───────┬──────
Tefnout

               ┌────┴─────────┐
               │              │
             
Nout
───────┬────
Geb

   ┌──────────┬───────┬─┴──────┬────────────┐
   │          │       │        │            │           

Osiris
───┬──
Isis
    
Seth
    
Nephtys
     
Horus l'Ancien

         │
       
Horus
 (Il ne fait pas toujours partie de cette 
ennéade
)
```

## L'ogdoade d'Hermopolis
```
Noun
 ─ 
Naunet

Kekou
  ─ 
Keket

Amon
 ─ 
Amemet

Heh
  ─ 
Hehet
```

## Latriade d'Héliopolis
```
Khépri
 ─ 
Rê
 ─ 
Atoum
```

## Culte de Bastet
```
Bastet
─┬─
Atoum

       │    
     
Miysis
```

## Latriade de Memphis
```
Ptah
─┬─
Sekhmet

     │    
    
Néfertoum
```

## Latriade d'Edfou
```
Horus
─┬─
Hathor

      │
  
Harsomtous
 (Horus le jeune)
```

## Latriade de Thèbes
```
Amon
─┬─
Mout

     │
  
Khonsou
```

## Latriade de Cynopolis
```
Anubis
─┬─
Anupet

     │
  
Qébéhout
```

## Latriade d'Éléphantine
```
Khnoum
─┬─
Satis

       │
     
Anoukis
```

## Latriade de Médamoud
```
Râttaouy
─┬─
Montou
 
         │
      
Harparê
```

## Latriade de Erment
```
Iounyt
 ─ 
Montou
 ─ 
Rattaouy
```

## La grande famille d'Héliopolis (en plus de l'ennéade)
```
                      
Noun

                       │
                       
Rê
 (ou 
Atoum
)
              ┌────────┴────────┐
              │                 │
             
Shou
──────┬────
Tefnout

                ┌──────┴──────┐
                │             │
               
Geb
─────┬────
Nout

   ┌────────────┬──────┴───┬───────────┬─────────┐
   │            │          │           │         │

Horus l'Ancien
 
Isis
───┬──
Osiris
──┬──
Nephtys
─────
Seth

                      │          │
                     
Horus
     
Anubis
 (ou fils de Rê)
```